# Tokyo Express
Tokyo Express (el expreso de Tokio), fue el nombre dado por los Aliados al uso por parte de la Armada Imperial Japonesa de buques durante la noche para transportar tropas, suministros y equipamiento a las fuerzas desplegadas en Nueva Guinea y las Islas Salomón durante la Campaña del Pacífico de la Segunda Guerra Mundial. La táctica empleada consistía en cargar tropas y suministros en rápidas naves de combate, como destructores, empleando su elevada velocidad para desplegarlos en el punto deseado y regresar a la base de origen en el transcurso de una noche, cuando la aviación Aliada era incapaz de interceptarlos.

## Nombre
El nombre acuñado originalmente por las fuerzas aliadas en Guadalcanal fue «Cactus Express», empleando el nombre en código para la operación en la isla. Posteriormente a que la prensa estadounidense empezase a referirse a estas misiones como «Tokyo Express», aparentemente para mantener la seguridad de la palabra clave «Cactus», los militares empezaron a emplear también esa denominación. Los japoneses llamaban transporte de ratas (o ratones) (鼠輸送 nezumi yusō?) a estas misiones nocturnas de aprovisionamiento, ya que tenían lugar por la noche, como el período de mayor actividad de estos roedores.

## Organización e historia
Estos transportes eran necesarios para las fuerzas japonesas debido a la superioridad aérea de los Aliados en el Pacífico Sur, conseguida poco después de los desembarcos en Guadalcanal, cuando en el Campo Henderson empezó a operar la «Cactus Air Force» en agosto de 1942. El despliegue de tropas y suministros en lentos buques de transporte probó ser demasiado vulnerable a los ataques aéreos diurnos, con lo que el comandante en jefe de la Armada Imperial Japonesa, el almirante Isoroku Yamamoto, autorizó el uso de unidades de combate rápidas, que harían las entregas por la noche, cuando la amenaza de detección era mucho menor y los ataques aéreos mínimos.
El «Tokyo Express» empezó poco después de la batalla de la Isla de Savo, en agosto de 1942, y continuó hasta finales de la Campaña de las Islas Salomón, cuando una de las últimas y mayores misiones de transporte fue interceptada y casi totalmente destruida en la Batalla del Cabo San Jorge el 26 de noviembre de 1943. Debido a que los destructores que se empleaban en estas misiones no estaban preparados para el manejo de carga, muchos suministros eran simplemente arrojados al agua en el interior de bidones de acero sellados, atados en grupos, y que flotaban hasta la playa o eran recogidos por barcazas. Una noche típica de diciembre concluyó con 1500 bidones lanzados al mar, de los que las guarniciones insulares sólo recuperaron 300.
La mayoría de los buques de guerra empleados en misiones del «Tokyo Express» pertenecían a la 8ª Flota de la Armada Imperial Japonesa, con base en Rabaul y Bougainville, aunque varios buques de la Flota Combinada basados en Truk fueron temporalmente agregados para realizar los transportes nocturnos. Las formaciones de buques que los realizaban recibían oficialmente el nombre de Unidad de Refuerzo, aunque el tamaño y composición de estas unidades variaba de misión en misión.

## John F. Kennedy y la PT-109
La lancha torpedera PT-109 de John F. Kennedy se perdió durante un «ataque descoordinado y pobremente planificado» al «Tokyo Express». 15 PT boats con 60 torpedos no consiguieron ni un solo blanco. La PT-109 fue embestida por el destructor japonés Amagiri que retornaba a su base a una velocidad estimada en más de 30 nudos, con las luces de navegación apagadas.

## Fin del «Tokyo Express»
Para dar a conocer la importancia de la victoria sobre los japoneses en Guadalcanal, el general Alexander Patch, comandante de las fuerzas en la isla, indicó a su superior, el almirante William F. Halsey, que el expreso de Tokio ya no tiene su estación término en Guadalcanal.